# Americký výstavní holub
Americký výstavní holub (anglicky: American Show Racer) je středně velké plemeno holuba pocházející ze Spojených států amerických. Krom toho že se řadí do skupiny bradavičnatí holubi se obecně říká, že patří k homerům, to jsou ta plemena holubů, která byla vyšlechtěna z poštovního holuba .

## Historie
Všichni homeři vycházejí převážně z tzv. poštovního zbarvení, mají utažené opeření, dobré osvalení, liší se velikostí, držením těla a zejména tvarem plemenných znaků na hlavě.
Samotný americký výstavní vznikl v první polovině 20. století v USA, kdy se chovatelé začali zajímat o holuby typu homer . Důraz kladli na vzpřímené držení těla a protáhlejší klenbu hlavy. Poprvé bylo plemeno vystaveno v roce 1923 pod názvem "show pen racer". Specializovaný klub funguje od roku 1952 pod názvem American Show Racer Association (ASR asociace).
Průkopníkem v chovu amerických výstavních se stal Friedel Bossmeyer. Ten se snažil toto plemeno dostat do povědomí veřejnosti a jeho propagace show racerů mezi německými holubáři vedly až k tomu, že kolem let 2007–2008 na výstavách počet holubů narostl k tisícovce . Ten také napsal knihu Show Racer, ve které detailně popisuje problematiku chovu těchto holubů .

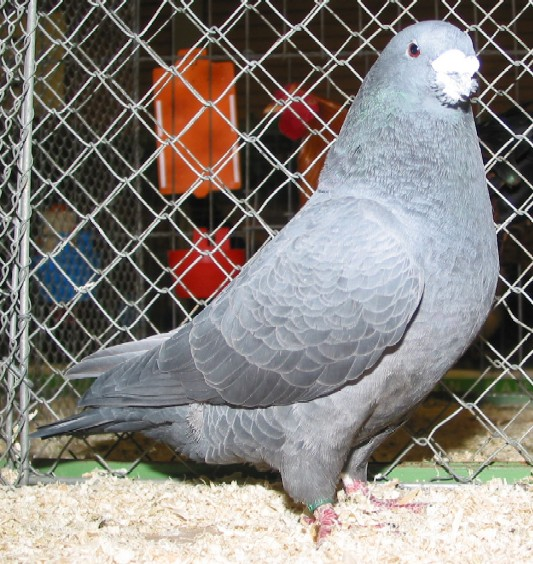

### Americký výstavní v České republice
První americký výstavní holub byl do Česka dovezen v roce 2003 Františkem Novákem. Rok před dovezením amerického výstavního do Česka zde byl založen Klub chovatelů holubů gigantů a ostatních výstavních holubů vzniklých na bázi holuba poštovního, proto tento klub zastřešil i amerického výstavního. Významným českých chovatelem je třeba J. Kohout, jehož holub získal titul Evropského šampiona na evropské výstavě 2015. Přesto u nás nejsou američtí výstavní holubi příliš oblíbení.

## Vzhled
Váha amerického výstavního by se měla pohybovat okolo 650 g, maximálně do 750 g. Dokonale osvalené veškeré tělesné partie předurčují i kvalitní utažené opeření. Kvalitní holubi vynikají především širokou, vysoce klenutou a dostatečně hlubokou hrudí, širokými zády a celým hřbetem. Při pohledu shora by americký výstavní měl být ve tvaru trojúhelníku, který je zakončen kratším a úzce složeným ocasem. Ocasní pera jsou dokonale složena do jednoho. Křídla překrývají horní hruď, jsou široká a pokud možno co nejkratší. Konce křídel se nesmí křížit a nesmí být ani vidět záda, musí být dokonale přilehlá k tělu holuba. Postoj musí být co možná nejširší. Nohy by měly být osvalené a dostatečně dlouhé. Holub nesmí sedět na zemi. Běháky jsou velmi silné a nízce zapeřené, kroužkované velikostí kroužku č. 9. U hlavy je požadován oblouk vedoucí od špičky tupého zobáku až k záhlaví, stejně jako u giganta. Celá hlava působí širokým dojmem, přičemž pomyslná kolmice spuštěná z oka protíná střed středního prstu. Zobák je kratší a velmi silný a obě jeho části by měly být stejně široké. Ozobí je hladké, široké, srdčitého tvaru. Oči jsou zářivé, u většiny holubů oranžové až červené.

### Barevné a kresebné rázy
Mezi základní barevné rázy show racerů patří: modrá pruhová, kapratá a tmavá. Další rázy jsou třeba červenopruzí, červeně kapratí a červeně tmaví. Samostatné skupiny tvoří bílí, strakové a stříkaní. V USA jsou stále ještě tvořeny nové rázy, mezi ty novější se řadí třeba andaluziány a indigo.

## Způsob chovu a výstavnictví
Poštovní holub není jen výkonnostní holub s vynikajícími orientačními a letovými schopnostmi i vynikajícím opeřením, ale též velmi spolehlivý rodič. Mimo holubník je velmi ostražitý, ale v domácím prostředí se jedná o klidného a důvěřivého chovance, který ztrácí ostych z chovatele.
Asi nejběžněji je praktikován chov na roštech, které jsou výbornou pomůckou k udržení výborného kondičně–zdravotního stavu. Holubi nepřicházejí do styku s trusem a takový způsob chovu nevyžaduje kromě vakcinace takřka žádná preventivní opatření.
Plodnost plemene je dobrá a mnohdy se využívají jako náhradní chůvy . Dobře se starají o mláďata.